# بورتون إي. سويت
بورتون إي. سويت هو محامي وسياسي أمريكي، ولد في 10 ديسمبر 1867 في ويفرلي في الولايات المتحدة، وتوفي بنفس المكان في 3 يناير 1957. نشط حزبياً في الحزب الجمهوري. وقد انتخب عضو مجلس نواب ولاية آيوا ‏ وانتخب عضو مجلس النواب الأمريكي ‏.